# Résolution 489 du Conseil de sécurité des Nations unies
Membres permanents
- Chine
- États-Unis
- France
- Royaume-Uni
- URSS

Membres non permanents
- Allemagne de l'Est
- Espagne
- Irlande
- Japon
- Mexique
- Niger
- Panama
- Philippines
- Tunisie
- Ouganda

Résolution no 488 Résolution no 490
La résolution 489 du Conseil de sécurité des Nations unies fut adoptée à l'unanimité le 8 juillet 1981. Après avoir examiné la demande d'adhésion de la République de Vanuatu aux Nations unies, le Conseil a recommandé à l'Assemblée générale que le Vanuatu soit admis.

## Contexte historique
À la suite de cette résolution ce pays est admis à l'ONU le 15 septembre 1981,.